# Distrikt Huayán
Der Distrikt Huayán liegt in der Provinz Huarmey in der Region Ancash in West-Peru. Der Distrikt wurde am 21. Dezember 1907 gegründet. Er besitzt eine Fläche von 112 km². Beim Zensus 2017 wurden 973 Einwohner gezählt. Im Jahr 1993 lag die Einwohnerzahl bei 1148, im Jahr 2007 bei 1085. Die Distriktverwaltung befindet sich in der 2706 m hoch gelegenen Ortschaft Huayán mit 399 Einwohnern (Stand 2017). Huayán liegt 53 km ostnordöstlich der Provinzhauptstadt Huarmey.

## Geographische Lage
Der Distrikt Huayán liegt im Osten der Provinz Huarmey. Der Distrikt liegt im Westen der peruanischen Westkordillere. Der Río Aija, Oberlauf des Río Huarmey, fließt entlang der nordwestlichen Distriktgrenze nach Westen.
Der Distrikt Huayán grenzt im Südwesten und im Westen an den Distrikt Huarmey, im Norden an die Distrikte Coris und Succha (beide in der Provinz Aija) sowie im Süden an den Distrikt Malvas.